# Pommern (Schiff, 1913)
Die Pommern war ein Frachtschiff des Norddeutschen Lloyd (NDL).  Sie wurde im Ersten Weltkrieg von den USA beschlagnahmt und von der US Navy unter dem Namen Rappahannock als Pferdetransporter eingesetzt. Von 1933 bis 1952 fuhr sie unter amerikanischer und dann unter italienischer Flagge für private Reedereien.

## Pommern
Das Schiff lief am 3. Juni 1913 mit der Baunummer 563 auf der Werft Bremer Vulkan in Vegesack vom Stapel. Es war das dritte Schiff der insgesamt zwölf Frachter umfassenden Rheinland-Klasse des NDL. Das Schiff war bei 143,62 m Länge zwischen den Loten, 18,04 m Breite und 8,10 m Tiefgang mit 6.557 BRT vermessen. Eine Dreifach-Expansions-Dampfmaschine mit 4.000 PSi und eine Schraube ermöglichten eine Höchstgeschwindigkeit von 12,5 Knoten.
Die Pommern fuhr im Frachtdienst nach Australien. Der Ausbruch des Ersten Weltkriegs überraschte das Schiff in australischen Gewässern, aber es gelang ihm noch im August 1914, nach Honolulu in den damals neutralen USA zu fahren, wo es interniert wurde.

## USSRappahannock

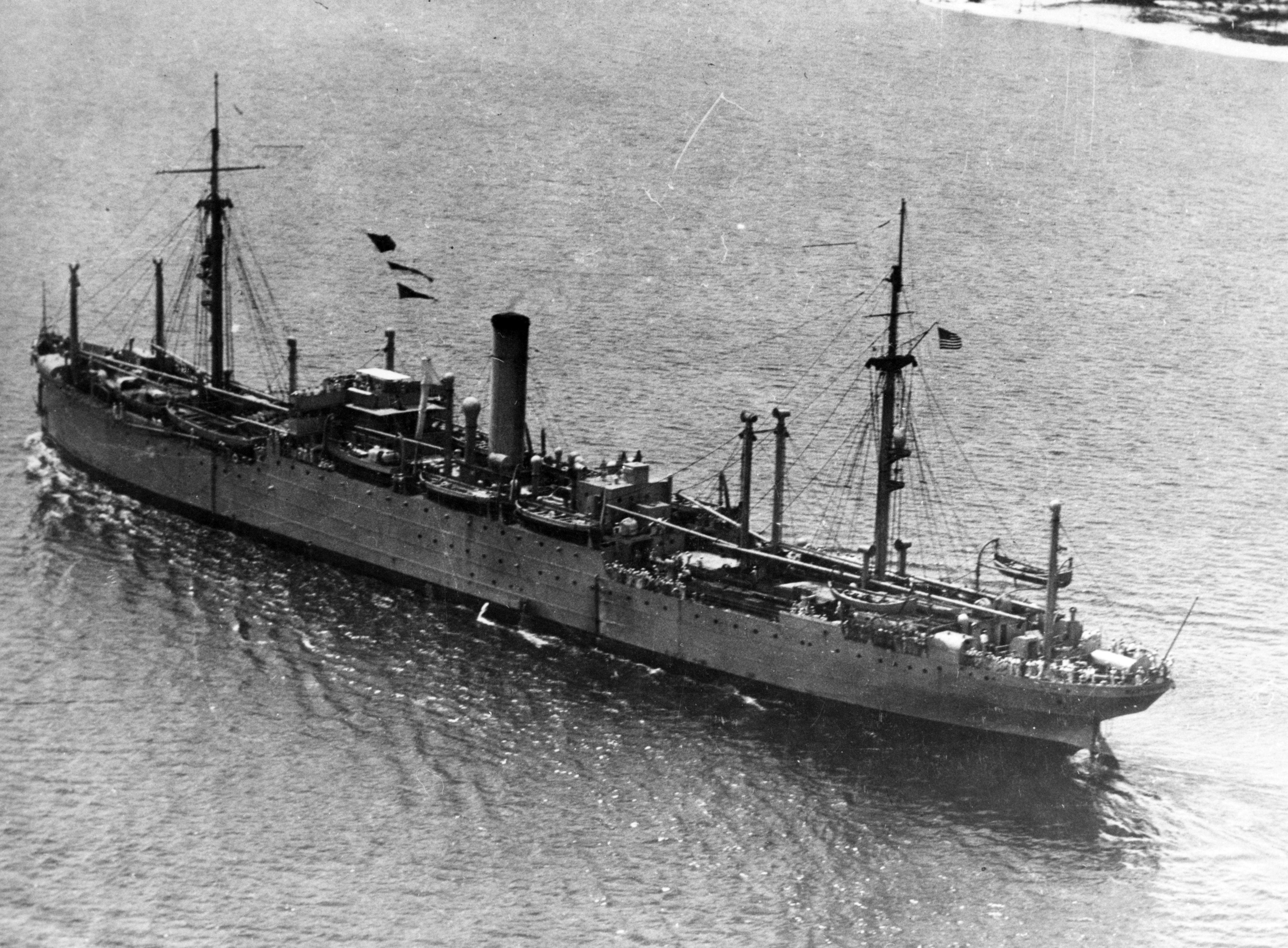
Rappahannock, ex-Pommern, im Juli 1924

Beim Kriegseintritt der USA wurde das Schiff im April 1917 als Feindeigentum beschlagnahmt und dann vom United States Shipping Board der US Navy zugewiesen. Diese ließ das Schiff zum Pferdetransporter umbauen und stellte es am 8. Dezember 1917 als Rappahannock (ID# 1854) in Dienst. Zum Schutz gegen U-Boote war die Rappahannock mit einer 12,7-cm- und einer 7,5-cm-Kanone bewaffnet. Ihre Besatzung bestand aus 155 Mann. In den folgenden elf Monaten unternahm die Rappahannock für den Naval Overseas Transportation Service, Vorläufer des Military Sealift Command, vier Transatlantik-Rundreisen, auf denen sie Pferde und Schlachtochsen für die American Expeditionary Forces nach Europa brachte. Auf ihrer vierten Fahrt erreichte sie Frankreich am 16. November 1918, fünf Tage nach dem Waffenstillstand von Compiègne. Im Februar 1919 wurde sie dem Train der Atlantic Fleet zugewiesen. Sie machte noch eine weitere Rundreise USA–Frankreich, ehe sie im Sommer 1919 im Portsmouth Naval Shipyard bei Kittery (Maine) aufgelegt wurde.
Am 17. Juli 1920 wurde die Rappahannock zum Lagerschiff ("stores ship") umklassifiziert und mit der Kennung AF-6 versehen. Sie wurde im Juni 1922 reaktiviert und diente die folgenden 30 Monate als Versorger sowohl der Atlantic als auch der Pacific Fleet. Am 10. Dezember 1924 wurde sie wieder außer Dienst gestellt und im Mare Island Naval Shipyard bei Vallejo (Kalifornien) mit der Pacific Reserve Fleet aufgelegt. Am 19. Juli 1933 wurde sie aus der Schiffsliste der US Navy gestrichen.

## Weiteres Schicksal
Am 5. Oktober 1933 wurde das Schiff an die Reederei Luckenbach Steamship Co. in New York verkauft. Unter dem Namen William Luckenbach fuhr das Schiff bis 1946.
Im November 1946 wurde es an die italienische Reederei Giacomo Costa fu Andrea, die heutige Kreuzfahrtlinie Costa Crociere, verkauft. Diese ließ Kabinen für 50 Passagiere einbauen, nannte das Schiff Maria C und begann mit ihm einen Liniendienst von Genua nach Montevideo und Buenos Aires. Die Maria C war das erste Schiff der Gesellschaft, das Passagiere beförderte. Das Schiff wurde Ende 1952 ausgemustert und 1953 abgewrackt.